# ケントの方舟
『ケントの方舟』（ケントのはこぶね）は、毛利甚八作・魚戸おさむ画の青年漫画。
小学館『ビッグコミックオリジナル』に連載された。単行本は全4巻。

## 概要
ゴリラを研究する動物学者の森野賢人が、東京にゴリラの森を作るために奮闘する物語。

## 登場人物
森野賢人
本作の主人公。動物学者。東京にゴリラの森を作るために成り行きで東京の架空の白山区の区議となる。

大空美晴
賢人を慕う動物学者。

鷲尾ひかる
白山区の区議。

兜山照夫
賢人と対立関係にある白山区の区長。

先島幹雄
山に同調する区議会議長。

守
賢人を慕う小学生。春山の庶子。

三角六郎
賢人を慕う元ホームレス。現在は賢人の私設秘書。

良子
賢人を慕う銀座の店グリーン・フォレストのママ。

亀山
賢人に協力する動物園のゴリラ飼育員。

ノア
賢人と暮らすゴリラの赤ちゃん。

春山守弘
大蔵省事務次官。守の父親。

民絵
守の母親。春山の元愛人。良子の友人

猿橋瞳
賢人の母校の西京大学に所属する動物学者。

由香里
賢人を慕う女子高生。

草薙晴彦
賢人を慕う大学生。

花村
西京大学に所属する心理学者。

五島徹也
毎朝新聞の論説委員。

吉田花子
白山区に住む猫好きの中年女性。

袋田靖樹
農林水産省の官僚。

芦田茂小奈次
白山区議の補選の立候補者。

ボブ・マッキベン
ニューヨーク・ジャーナルの極東特派員。

小山内陽介
民自党幹事長。

## 書誌情報
毛利甚八作・魚戸おさむ画『ケントの方舟』小学館〈ビッグコミックス〉、全4巻
- 1. 「ルーシーの食卓」1997年5月1日発行、ISBN 4-09-184441-3
  2. 「アフリカ」1997年8月1日発行、ISBN 4-09-184442-1
  3. 「バカザル」1998年3月1日発行、ISBN 4-09-184443-X
  4. 「方舟」1998年7月1日発行、ISBN 4-09-184444-8